# Студенты за свободный Тибет

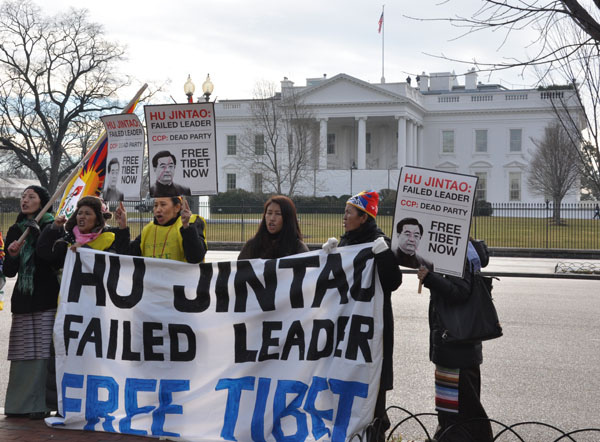
Члены движения «Студенты за свободный Тибет» во время акции протеста против Китая перед Белым домом.

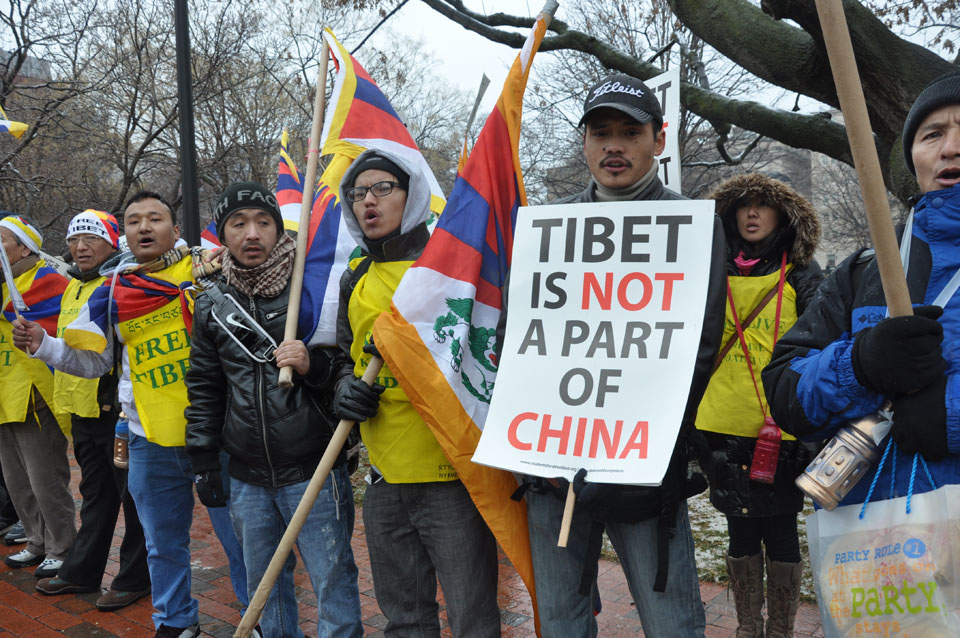
Марш от китайского посольства в Вашингтоне до парка Лафайет.

«Студенты за свободный Тибет» (SFT) — это глобальная низовая сеть студентов и активистов, выступающих в знак солидарности с тибетским народом за права человека и свободу. Группа использует образование, пропаганду и ненасильственные прямые действия с целью достижения независимости Тибета. SFT выступает за самоопределение Тибета из-за его исторического статуса, а также выступает против нарушения китайским правительством прав человека, разрушения культурного наследия, окружающей среды, языка и религии тибетского народа.

## История
В настоящее время SFT представляет собой международную сеть, насчитывающую более 650 отделений в университетах, колледжах, средних школах и общинах в более чем 100 странах. Международная штаб-квартира SFT расположена в Нью-Йорке. Также есть несколько дополнительных офисов и организационных центров: у SFT Canada офис в Торонто, Онтарио, у SFT India — в Дхарамсале, а SFT UK имеет офис в Лондоне.

## Программы
Кампании SFT сосредоточены на трёх направлениях: политике, экономике и правах человека. Политические кампании SFT в целом направлены на отстаивание независимости Тибета путем оказания давления как на китайских чиновников, так и на представителей правительств стран, к которым относятся члены организации. SFT известна протестами против китайских высокопоставленных лиц, посещающих зарубежные страны. Правозащитные кампании SFT направлены на улучшение положения тибетцев в Тибете путём отстаивания расширения свобод и прав, а также освобождения политических заключенных и диссидентов. На сайте организации говорится: «Когда мы говорим „Освободить Тибет“, мы не просто имеем в виду „Сделать жизнь в Тибете лучше“. Мы имеем в виду „Освободить народ Тибета от китайской оккупации“».
Заявленная долгосрочная цель экономической кампании SFT — сделать Тибет «слишком дорогим для содержания китайским правительством». Одна из кампаний, проводимая совместно с другими организациями, которые содействуют смене режима в Китае, призывала потребителей не покупать продукцию, «сделанную в Китае». Американские СМИ отметили чрезвычайную сложность такого начинания; комментатор из Christian Science Monitor выразила уверенность, что «решение этих и других проблем заключается в повороте в сторону Китая, а не от него».

## Действия
В 2000 году SFT и другие группы за независимость Тибета подали во Всемирный банк жалобы на реализацию кредита 1999 года для проекта по сокращению бедности в Западном Китае. Группы утверждали, что проект, предусматривающий орошение, улучшение качества земель и строительство основных дорог в труднодоступных горных и полузасушливых районах центрального и западного Китая приведёт к миграции китайцев в Цинхай и «задушит там тибетский образ жизни». В ответ президент Всемирного банка предложил отложить проект для «более глубокой экологической экспертизы», но Китай отозвал свою заявку на финансирование проекта за счёт собственных ресурсов. Исполнительный директор по Китаю раскритиковал подавшие жалобы группы, заявив: «Мы сожалеем, что из-за политической оппозиции… Всемирный банк упустил хорошую возможность оказать помощь некоторым из беднейших людей … в мире».
В 2008 году «Студенты за свободный Тибет» организовывали мирные протесты против Олимпийских игр в Пекине.